# Where’s the Love
A Where's the Love című dal az amerikai Hanson 2. kimásolt kislemeze a Middle of Nowhere című 1997-ben megjelent stúdióalbumról.

## Megjelenések
7"  UK Mercury – HANJB 2
- A	Where's The Love (Radio Edit) 3:52 Written-By – M. Hudson, S. Selover
- B	Where's The Love (Album Version) 4:14 Written-By – S. Lironi

12" (remix-promo)  FRA Mercury – 6861
- A1	Where's The Love (Radio Edit)	3:47
- A2	Where's The Love (Berman Brothers Radio Mix) 3:50 Remix – The Berman Brothers
- B1	Where's The Love (Tommy D Club Radio Mix) 4:09 Remix – Tommy D.
- B2	Where's The Love (Tommy D Londinium Dub) 6:37 Remix – Tommy D.

## Slágerlista

### Heti összesítések
| Slágerlista (1997-98)                                   | Legjobb helyezések |
| ------------------------------------------------------- | ------------------ |
| Ausztrália (ARIA)                                       | 2                  |
| Ausztria (Ö3 Austria Top 40)                            | 40                 |
| Belgium (Ultratop Top 50 Flanders)                      | 14                 |
| Belgium (Ultratop Top 50 Wallonia)                      | 22                 |
| Kanada (RPM)                                            | 2                  |
| Finnország (Suromen virallinen lista)                   | 8                  |
| Franciaország (SNEP)                                    | 37                 |
| Németország (Official German Charts)                    | 52                 |
| Írország (IRMA)                                         | 14                 |
| Hollandia (Dutch Top 40)                                | 15                 |
| Új-Zéland (Recorded Music NZ)                           | 5                  |
| Skócia (Official Charts Company)                        | 3                  |
| Svédország (Sverigetopplistan)                          | 23                 |
| Svájc (Schweizer Hitparade)                             | 24                 |
| Egyesült Királyság (UK Singles)                         | 4                  |
| Amerikai Egyesült Államok (Billboard) Radio Songs       | 27                 |
| Amerikai Egyesült Államok (Billboard) Adult Top 40      | 27                 |
| Amerikai Egyesült Államok (Billboard) Mainstream Top 40 | 6                  |

### Év végi összesítések
| Slágerlista (1997)              | Helyezések |
| ------------------------------- | ---------- |
| Ausztrália                      | 13         |
| Kanada Canada Top Singles (RPM) | 15         |
| Új-Zéland (Recorded Music NZ)   | 39         |